# Самбруд
Самбруд (пол. Sambród) — село в Польщі, у гміні Малдити Острудського повіту Вармінсько-Мазурського воєводства.
Населення — 277 осіб (2011).
У 1975-1998 роках село належало до Ольштинського воєводства.

## Демографія
Демографічна структура станом на 31 березня 2011 року:
|          | Загалом | Допрацездатний вік | Працездатний вік | Постпрацездатний вік |
| -------- | ------- | ------------------ | ---------------- | -------------------- |
| Чоловіки | 135     | 32                 | 83               | 20                   |
| Жінки    | 142     | 39                 | 73               | 30                   |
| Разом    | 277     | 71                 | 156              | 50                   |